# 卡拉·達烏德帕夏
卡拉·達烏德帕夏（1570年—1623年1月18日），又稱哈恩·達烏德帕夏（「哈恩」於土耳其語中意為叛徒），奧斯曼帝國波士尼亞省波士尼亞人出身的政治家，在1622年5月20日-6月13日出任大維齊爾，他是穆斯塔法一世的國舅。
他曾在1604年與穆罕默德三世的妃子哈里姆蘇丹結婚，被任命為魯米利亞總督。在穆斯塔法一世第一次執政時被任命為卡普丹帕夏(1617-1618)。
1622年5月20日，他因穆斯塔法一世的母親哈里姆蘇丹的緣故被任命為大維齊爾，他處決了奧斯曼二世。然而，他於1622年6月13日被解職並遭酷刑至死。酷刑，因為他處決了奧斯曼二世而沒有確認新蘇丹（穆斯塔法一世），而且軍隊也反對他，因此他於1623年1月18日被處決。